# Eva Schön
Eva Schön (* um 1925) ist eine ehemalige deutsche Badmintonspielerin aus Kiel.
Sie gehörte zu den Pionieren des Badmintonsports in der Bundesrepublik Deutschland. Gleich bei den ersten Titelkämpfen 1953 wurde sie Deutsche Meisterin im Doppel mit Ingeborg Tietze und belegte Platz drei im Dameneinzel. Zuvor hatte sie sich durch zwei Titelgewinne bei den schleswig-holsteinischen Einzelmeisterschaften für die Deutschen Einzelmeisterschaften qualifiziert.

## Erfolge
| Saison    | Veranstaltung                                 | Disziplin   | Platz | Name                                         |
| --------- | --------------------------------------------- | ----------- | ----- | -------------------------------------------- |
| 1952/1953 | Schleswig-Holsteinische Einzelmeisterschaften | Mixed       | 1     | Eva Schön / Heinz Brüggemann (Kieler BC)     |
| 1952/1953 | Schleswig-Holsteinische Einzelmeisterschaften | Damendoppel | 1     | Ingeborg Tietze / Eva Schön (Kieler BC)      |
| 1952/1953 | Deutsche Einzelmeisterschaft                  | Damendoppel | 1     | Ingeborg Tietze / Eva Schön (Kieler BC 1949) |
| 1952/1953 | Deutsche Einzelmeisterschaft                  | Dameneinzel | 3     | Eva Schön (Kieler BC 1949)                   |